# Nephodia dispansa
Nephodia dispansa là một loài bướm đêm trong họ Geometridae.